# Robert Åström
Robert Åström (ur. 1 grudnia 1967) – szwedzki szachista, mistrz międzynarodowy od 1995 roku.

## Kariera szachowa
W latach 1990–1999 kilkukrotnie uczestniczył w finałach indywidualnych mistrzostw Szwecji, dwukrotnie zdobywając medale: złoty (Linköping 1996) oraz brązowy (Haninge 1997). W 1996 r. jedyny raz w karierze reprezentował narodowe barwy na rozegranej w Erywaniu szachowej olimpiadzie, na której szwedzcy szachiści zajęli XI miejsce. W 2000 r. zakończył profesjonalną karierę szachową, przez kolejnych 10 lat uczestnicząc tylko w jednym turnieju rozegranym w Sztokholmie w 2007 r., w którym podzielił IV m., za Li Chao, Wang Hao i Emanuellem Bergiem, wspólnie z m.in. Jewgienijem Agrestem, Larsem Karlssonem i Ralfem Åkessonem. W 2011 r. zajął IV m. (za Erikem Blomqvistem, Erikiem Hedmanem i Michaelem Wiedenkellerem) w kołowym turnieju w Västerås.
Najwyższy ranking w karierze osiągnął 1 lipca 1999 r., z wynikiem 2462 punktów zajmował wówczas 15. miejsce wśród szwedzkich szachistów.